# Championnat de Suisse de football 1915-1916
Navigation
Édition précédente Édition suivante
La 19e édition du championnat de Suisse de football est remportée par le FC Cantonal Neuchâtel.
Le FC Winterthur et le BSC Old Boys complètent le podium. 
Les promotions et relégations de la saison 1913-1914 s'appliquent cette saison seulement. Le championnat est divisé en trois groupes régionaux. Les premiers de chaque groupe sont qualifiés pour la phase finale décidant du champion. 

## Les clubs de l'édition 1915-1916
| Club                     | Ville             |
| ------------------------ | ----------------- |
| Blue Stars Zurich        | Zurich            |
| BSC Old Boys             | Bâle              |
| BSC Young Boys           | Berne             |
| Cantonal Neuchâtel       | Neuchâtel         |
| Étoile La Chaux-de-Fonds | La Chaux-de-Fonds |
| FC Aarau                 | Aarau             |
| FC Bâle                  | Bâle              |
| FC Berne                 | Berne             |
| FC Biel-Bienne           | Bienne            |
| FC Brühl Saint-Gall      | Saint-Gall        |
| FC Stella Fribourg       | Fribourg          |
| FC Genève                | Genève            |
| FC La Chaux-de-Fonds     | La Chaux-de-Fonds |
| FC Nordstern Bâle        | Bâle              |
| FC Saint-Gall            | Saint-Gall        |
| FC Winterthur            | Winterthour       |
| FC Zurich                | Zurich            |
| Montriond Lausanne       | Lausanne          |
| Montreux-Narcisse        | Montreux          |
| Servette FC              | Genève            |
| Young Fellows Zurich     | Zurich            |

## Compétition

### Classements
Le classement est établi sur le barème de points classique (victoire à 2 points, match nul à 1, défaite à 0).

#### Groupe Ouest
| Rang | Équipe                | Pts | J  | G | N | P | Bp | Bc | Diff |
| ---- | --------------------- | --- | -- | - | - | - | -- | -- | ---- |
| 1    | FC Cantonal Neuchâtel | 17  | 10 | 8 | 1 | 1 | 41 | 21 | +20  |
| 2    | Servette FC           | 14  | 10 | 6 | 2 | 2 | 34 | 17 | +17  |
| -    | Montriond Lausanne    | 14  | 10 | 7 | 0 | 3 | 31 | 21 | +10  |
| 4    | FC Stella Fribourg    | 7   | 10 | 3 | 1 | 6 | 26 | 32 | -6   |
| 5    | Montreux-Narcisse     | 4   | 10 | 1 | 2 | 7 | 21 | 37 | -16  |
| -    | FC Genève             | 4   | 10 | 1 | 2 | 7 | 13 | 38 | -25  |

|  | Qualification pour la phase finale |

#### Groupe Centre
| Rang | Équipe                   | Pts | J  | G | N | P  | Bp | Bc | Diff |
| ---- | ------------------------ | --- | -- | - | - | -- | -- | -- | ---- |
| 1    | BSC Old Boys             | 21  | 14 | 9 | 3 | 2  | 47 | 31 | +16  |
| 2    | FC Berne                 | 20  | 14 | 9 | 2 | 3  | 41 | 23 | +18  |
| 3    | Étoile La Chaux-de-Fonds | 16  | 14 | 7 | 2 | 5  | 46 | 27 | +19  |
| 4    | BSC Young Boys           | 15  | 14 | 6 | 3 | 5  | 33 | 26 | +7   |
| 5    | FC Biel-Bienne           | 14  | 14 | 6 | 2 | 6  | 29 | 26 | +3   |
| 6    | FC La Chaux-de-Fonds     | 13  | 14 | 6 | 1 | 7  | 23 | 32 | -9   |
| 7    | FC Bâle                  | 9   | 14 | 4 | 1 | 9  | 30 | 39 | -9   |
| 8    | FC Nordstern Bâle        | 4   | 14 | 2 | 0 | 12 | 16 | 61 | -45  |

|  | Qualification pour la phase finale |

#### Groupe Est
| Rang | Équipe               | Pts | J  | G  | N | P | Bp | Bc | Diff |
| ---- | -------------------- | --- | -- | -- | - | - | -- | -- | ---- |
| 1    | FC Winterthur        | 22  | 12 | 10 | 2 | 0 | 46 | 25 | +21  |
| 2    | FC Saint-Gall        | 16  | 12 | 7  | 2 | 3 | 44 | 27 | +17  |
| 3    | FC Zurich            | 15  | 12 | 7  | 1 | 4 | 28 | 25 | +3   |
| 4    | FC Aarau             | 11  | 12 | 5  | 1 | 6 | 26 | 32 | -6   |
| 5    | Young Fellows Zurich | 9   | 12 | 4  | 1 | 7 | 33 | 47 | -14  |
| 6    | FC Brühl Saint-Gall  | 6   | 12 | 2  | 2 | 8 | 27 | 33 | -6   |
| 7    | Blue Stars Zurich    | 5   | 12 | 2  | 1 | 9 | 25 | 40 | -15  |

|  | Qualification pour la phase finale |

#### Phase finale
Matchs
| Équipe 1              | Résultat | Équipe 2      | Date          | Lieu              |
| --------------------- | -------- | ------------- | ------------- | ----------------- |
| FC Cantonal Neuchâtel | 5 - 3    | FC Winterthur | 16 avril 1916 | Berne             |
| BSC Old Boys          | 0 - 0    | FC Winterthur | 18 juin 1916  | Zurich            |
| FC Cantonal Neuchâtel | 5 - 1    | BSC Old Boys  | 25 juin 1916  | La Chaux-de-Fonds |

Classement
| Rang | Équipe                | Pts | J | G | N | P | Bp | Bc | Diff |
| ---- | --------------------- | --- | - | - | - | - | -- | -- | ---- |
| 1    | FC Cantonal Neuchâtel | 4   | 2 | 2 | 0 | 0 | 10 | 4  | +6   |
| 2    | FC Winterthur         | 1   | 2 | 0 | 1 | 1 | 3  | 5  | -2   |
| -    | BSC Old Boys          | 1   | 2 | 0 | 1 | 1 | 1  | 5  | -4   |

|  | Champion de Suisse |

## Bilan de la saison
| Tableau d'Honneur                 |                       |
| Compétition                       | Vainqueur             |
| Championnat de Suisse de football | FC Cantonal Neuchâtel |

| Promotions et relégations |       |
| Promus                    | Aucun |
| Relégués                  | Aucun |